# Il prezzo del dovere
Il prezzo del dovere (Above and Beyond) è un film del 1952 diretto da Melvin Frank e Norman Panama.

## Trama
Il colonnello Paul Tibbets, di stanza in Europa, viene richiamato in un campo sperimentale negli Stati Uniti dove dovrà, nel segreto assoluto, lavorare alla preparazione del lancio della prima bomba atomica. Solo pochissimi uomini sono al corrente del motivo della missione. Tra questi, il maggiore Uanna e il generale Brent. La moglie di Tibbets, in un primo momento entusiasta dell'avvicinamento del colonnello, si rende presto conto della complessità dell'impegno affidatogli, anche se non è al corrente di che cosa possa trattarsi. La vita in due diventa difficile e i due coniugi decidono, di comune accordo, di dividersi.
All'ora X, Tibbets assume il comando di un Boeing B-29 che lui ha battezzato Enola Gay (dal nome di sua madre) e parte dall'isola di Tinian nel Pacifico, diretto a Hiroshima. La moglie finalmente capisce il perché di tanto nervosismo e di tanta segretezza e, quando il colonnello rientra, un tenero abbraccio suggella la fine delle tensioni.